# Норт Сан Хуан (Калифорнија)
Норт Сан Хуан (енгл. North San Juan) насељено је место без административног статуса у америчкој савезној држави Калифорнија.

## Демографија
По попису из 2010. године број становника је 269.
| Група             | 2000.    | 2010.       |
| Белци             | 0 (0,0%) | 221 (82,2%) |
| Афроамериканци    | 0 (0,0%) | 1 (0,4%)    |
| Азијати           | 0 (0,0%) | 11 (4,1%)   |
| Хиспаноамериканци | 0 (0,0%) | 9 (3,3%)    |
| Укупно            | 0        | 269         |